# Kathedrale unserer lieben Frau (Basra)
Die Kathedrale unserer lieben Frau (arabisch كنيسة مريم العذراء الكلدانية) ist eine Kirche in der irakischen Stadt Basra, die 1930 geweiht wurde. Sie ist die Kathedrale der Erzeparchie Bassora der Chaldäisch-katholischen Kirche.

## Standort
Die chaldäisch-katholische Kathedrale unserer lieben Frau in Basra steht im Stadtteil Sabchat al-Arab (صبخة العرب), rund 100 m nordwestlich der Straße der Republik (al-Dschumhuriyya, شارع الجمهورية), etwa 500 m westlich der Großen Moschee al-Mūsawī (مسجد الموسوي الكبير) und rund 2 km südwestlich der näher beim Schatt al-Arab (شطّ العرب) und der al-Tanuma-Brücke (جسر التنومة) liegenden syrisch-katholischen Herz-Jesu-Kathedrale.

## Geschichte
Mit dem Bau der chaldäisch-katholischen Kathedrale unserer lieben Frau in Basra wurde 1907 begonnen, und 1930 wurde sie eingeweiht. Sie ersetzte eine vorherige kleinere chaldäische Kirche. Bedarf für diese große Kirche gab es angesichts der beträchtlichen und auch wachsenden Zahl an chaldäischen Katholiken in Basra. Um das Jahr 1970 gab es in Basra etwa 5000 christliche Familien, was etwa 25.000 Menschen entsprach, zum allergrößten Teil chaldäische Katholiken.
In der Zeit des Krieges zwischen Irak und Iran von 1980 bis 1988 öffnete die chaldäische Kirche 1981 ihre Kathedrale für Flüchtlinge, und so diente die Kirche mehrere Jahre als Flüchtlingsunterkunft.
Nach der Invasion der USA im Irak 2003 fassten die islamistischen Terrororganisationen al-Qaida und Daesch im Gegensatz zu Bagdad und Nordirak in Basra kaum Fuß. Es kam jedoch zum Bürgerkrieg zwischen schiitischen und sunnitischen Gruppen und zu einem Exodus der Sunniten und der Christen. 2005 wurde auf Jahre die letzte Messe in der chaldäischen Kathedrale von Basra gehalten. Nach siebenjähriger Sedisvakanz wurde im Juni 2013 Habib al-Naufali zum neuen chaldäischen Erzbischof von Basra gewählt, und die Renovierung der Kathedrale begann, finanziert von der Irakischen Zentralbank und dem Verband irakischer Privatbanken mit 270 Millionen Irakischen Dinar oder 228.000 US-Dollar. Die chaldäische Kathedrale von Basra wurde am 23. Juni 2019 mit einer feierlichen Messe wieder eröffnet. Die Zahl der verbliebenen Christen ist jedoch nur noch gering. Nach Angaben des Bischofs Habib al-Naufali lebten im Jahre 2019 nur noch etwa 350 bis 400 chaldäisch-katholische Familien in Basra. Von 2003 bis 2019 seien in der Stadt 23 chaldäische Christen ermordet worden und ihre Leichname außerhalb der Stadt gefunden worden. An anderer Stelle wird Habib al-Naufali 2019 sogar mit der Schätzung zitiert, es gebe nur noch 400 Christen in Basra, und zwar aller Konfessionen zusammengerechnet.

## Architektur
Die chaldäisch-katholische Kathedrale unserer lieben Frau in Basra ist eine moderne Kreuzkirche mit zentraler halbkugeliger Kuppel. Die Apsis mit dem Altar befindet sich im Nordosten, während im Südwesten der Glockenturm mit quadratischem Querschnitt steht. Das Gotteshaus wurde von italienischen Architekten im neugotischen Stil entworfen.

## Bistum und Bischof
Die Chaldäisch-katholische Kathedrale unserer lieben Frau ist Sitz der chaldäisch-katholischen Erzeparchie Bassora (Archieparchia Basrensis Chaldaeorum). Im Jahre 2017 hatte die Erzeparchie Bassora 1000 Gläubige in 2 Pfarreien mit 2 Priestern. Im Jahre 2006 waren es noch 2500 Gläubige in 3 Pfarreien mit einem Priester gewesen. Seit dem 11. Januar 2014 ist der am 21. Juni 1949 in Baqopa in der Ninive-Ebene geborene Habib al-Naufali (Alnaufali Habib Jajou) Basraer Erzbischof.